# 田代町 (宮崎市)
田代町（たしろちょう）とは、宮崎県宮崎市内の地名。檍地域自治区に属している。郵便番号は880-0855。

## 地理
宮崎市の中心部、檍地域自治区に属する。大淀川河口北岸にあり、住宅街となっている。北を日ノ出町、東を小戸町、南を高洲町、西を中西町に接する。

## 歴史
- 1955年（昭和30年） - 高洲町・吉村町から田代町が成立。
- 2024年（令和6年）9月9日 - 町内の暴力団事務所で銃撃事件が発生。1人死亡[4]。

## 世帯数と人口
2023年（令和5年）9月1日現在の世帯数と人口は以下の通りである。
| 町丁   | 世帯数  | 人口   |
| ------ | ------- | ------ |
| 田代町 | 951世帯 | 1634人 |

## 小・中学校の学区
市立小・中学校に通う場合、学区は以下の通りとなる。
| 町名   | 小学校               | 中学校             |
| ------ | -------------------- | ------------------ |
| 田代町 | 宮崎市立宮崎港小学校 | 宮崎市立宮崎中学校 |

## 交通

### バス
宮交グループの運営するバスが営業している。

### 道路
- 宮崎県道10号宮崎インター佐土原線(一ツ葉道路南線）
  - 一ツ葉大橋北交差点